# 기욤 오아로
기욤 오아로(프랑스어: Guillaume Hoarau, 1984년 3월 5일 ~ )는 프랑스의 전 축구 선수로, 현역 시절 포지션은 공격수였다.
레위니옹 출신으로 JS 생피에루아에서 유스 생활을 했으며, 르아브르 AC와 FC 괴뇽을 거쳐 2008년 파리 생제르맹 FC에 입단하였다. 이후 2013년 중국 슈퍼리그의 다롄 이팡으로 이적했으며, 2014년 FC 지롱댕 드 보르도를 거쳐 스위스 슈퍼리그의 BSC 영 보이스로 팀을 옮겼다.